# Helicella valdeona
Helicella valdeona is een slakkensoort uit de familie van de Hygromiidae. De wetenschappelijke naam van de soort is voor het eerst geldig gepubliceerd in 1977 door E. Gittenberger & Manga.